# Barão de São Torquato
Barão de São Torquato é um título nobiliárquico criado por D. Maria II de Portugal, por Decreto de 22 de Outubro de 1851, em favor de Plácido António de Abreu.
Titulares
1. Plácido António de Abreu, 1.º Barão de São Torquato.